# Bibliothèque nationale du Cap-Vert
La bibliothèque nationale du Cap-Vert (en portugais : Biblioteca Nacional de Cabo Verde) est située dans le quartier Várzea de Praia au Cap-Vert.

## Mission
La bibliothèque a été fondée en 1999.
La Bibliothèque Nationale du Cap-Vert, basée dans la ville de Praia (avec une délégation dans la ville de Mindelo, sur l'île de São Vicente), a été créée par la Résolution nº 70/99 du 29 novembre dans le but de « collecter, cataloguer, conserver et enrichir le patrimoine écrit et littéraire national dans les domaines de la connaissance ». En tant qu'institut public, et conformément à la résolution fondatrice, la Bibliothèque nationale fonctionne toujours sous la supervision d'un membre du gouvernement chargé du domaine de la culture. Les fonctions et la mission de la Bibliothèque nationale sont expliquées dans les décrets réglementaires n° 6/2001 du 13 août ; 27/2014 du 27 juin et, plus récemment dans le décret 18/2021 du 25 février.
La Bibliothèque nationale du Cap-Vert est responsable du système de dépôt légal du Cap-Vert.
Elle est le siège du Réseau national des bibliothèques publiques du Cap-Vert.
Elle contient les archives historiques du pays ainsi que la banque de thèses et de mémoires.
Elle sert également de bibliothèque publique de Praia, la capitale du pays.

## Histoire
Les premières bibliothèques publiques de la colonie portugaise sont apparues à la fin du XIXe siècle.
Il s'agissait de la Bibliothèque et Musée nationaux de Praia et de la bibliothèque municipale de Mindelo (1880).
Après l'indépendance du pays en 1975, de nouvelles bibliothèques spécialisées ont vu le jour dans les années 1980, notamment les bibliothèques de l'Assemblée nationale du Cap-Vert, de la Banque centrale du Cap-Vert et de plusieurs ministères et établissements d'enseignement.
En 1996, le programme Bibliographie de la Lusophonie (RBL) a débuté, dans le cadre de la coopération portugaise avec les pays africains lusophones. Les bibliothèques cap-verdiennes ont bénéficié du protocole signé, qui comprenait la mise à jour des collections, l'équipement en mobilier, la réhabilitation des structures physiques et des programmes de formation pour les bibliothécaires.
La restructuration du secteur culturel a été initiée en 1997 par l'État cap-verdien, avec notamment la disparition de l'Institut cap-verdien du livre en décembre 1997 et la fondation en 1999 de la Bibliothèque nationale.